# Torre vigía de Sant Cristòfol (Culla)
La torre vigía de Sant Cristòfol en Culla, en la comarca del Alto Maestrazgo, provincia de Castellón, es una torre militar de vigía y defensa del interior, que forma parte de la fortaleza de Culla, que está catalogada como Bien de Interés Cultural, no presentando anotación ministerial, sino un código identificador, el 12.02.051-002.
La Torre vigía de Sant Crtistòfol se encuentra en el conocido como monte de Sant Cristòfol en el término municipal de Culla, edificada muy cerca, prácticamente junto a la ermita del mismo nombre.

## Historia
Culla es una población de remotos orígenes que llegan a épocas prehistóricas, lo cual queda patente en los restos arqueológicos y en las pinturas rupestres que se localizan en su demarcación.
Hasta el siglo XIII, con la conquista de los territorios por las tropas del rey Jaime I de Aragón, Culla estuvo bajo el dominio árabe. En 1233 fue reconquistada por Blasco de Alagón, recibiendo la Carta Puebla en 1244.
Es este momento histórico, Culla tenía un importante castillo, el conocido como Castillo de Culla, debido a su estratégica situación geográfica y al amplio territorio que dominaba. Por ello se puede considerar que este castillo montano es de época de la dominación árabe, y por lo tanto muy posiblemente del siglo XII.
Como ocurriera con territorios y edificios de otras localidades cercanas, con el tiempo Culla acabó perteneciendo a la Orden del Temple, alrededor de 1303, pasando más tarde, al entrar en crisis la mencionada orden militar a la Orden de Montesa
Durante el siglo XVIII, el castillo de Culla perdió poder político y asdministrativo.
Durante las Guerras Carlistas, Culla fue un lugar constante enfrentamiento lo que produjo deterioro en parte de su casco antiguo, destacando entre las pérdidas el castillo, el cual quedó totalmente destrozado, quedando tal y como se contempla en la actualidad.
La torre se encontraba bajo el dominio del castillo de Culla, que era uno de los castillos más importantes del norte de Castellón, datándose su construcción entre los siglos XII y XIII, y en su estratégica ubicación conseguía ampliar la capacidad de vigilancia de la fortaleza de Culla.

## Descripción
La Torre vigía de Sant Cristòfol, actualmente está en relativo estado de conservación, posiblemente debido a estar bastante alejada del núcleo poblacional.
La planta de la torre es circular, y los materiales empleados en su construcción son sillares y presenta un cierto  talud. Aunque en la actualidad está desmochada, presentaba almenas. Pese a su deterioro, se puede vislumbrar su estructura.